# دارمشتاتيوم
الدارمشتاتيوم (بالإنجليزية: Darmstadtium)، هو أحد العناصر الكيميائية الموجودة في الجدول الدوري وله الرمز Ds ورقم ذري 110 مما يجعله أحد الذرات البالغة الثقل. وهو عنصر اصطناعي، يضمحل سريعا. وأثقل نظائره 280 و 281 تم تصنيعها حديثا وهي ثابتة إلى حد ما، ولها فترة عمر نصف تبلغ 7.6 ثانية، 1.1 دقيقة على الترتيب. ونظرا لوجوده في المجموعة 10 فإنه من الممكن أن يظهر كفلز لامع وصلب.
دارمشتاتيوم هو عنصر اصطناعي شديد النشاط الإشعاعي . أكثر النظائر المعروفة استقرارًا، دارمشتاتيوم -281، له عمر نصف يبلغ حوالي 12.7 ثواني. تم إنشاء دارمشتاتيوم لأول مرة في عام 1994 من قبل مركز مركز هلمهولتز لبحوث الأيونات الأيونات الثقيلة في مدينة دارمشتات بألمانيا، وبعد ذلك تم تسميتها.
في الجدول الدوري، هو عنصر معاملات (d-block) وهو مستوى فرعي للجدول الدوري. إنه عضو في الفترة السابعة ويتم وضعه في المجموعة 10 عناصر، على الرغم من عدم إجراء تجارب كيميائية حتى الآن لتأكيد أنه يتصرف باعتباره البديل الأثقل إلى البلاتين في المجموعة 10 باعتباره العضو الثامن في سلسلة الانتقال 6d المعادن . تم حساب أن دارمشتاتيوم لها خصائص مماثلة لمثيلاتها الأخف، والنيكل والبلاديوم والبلاتين .

## تاريخ

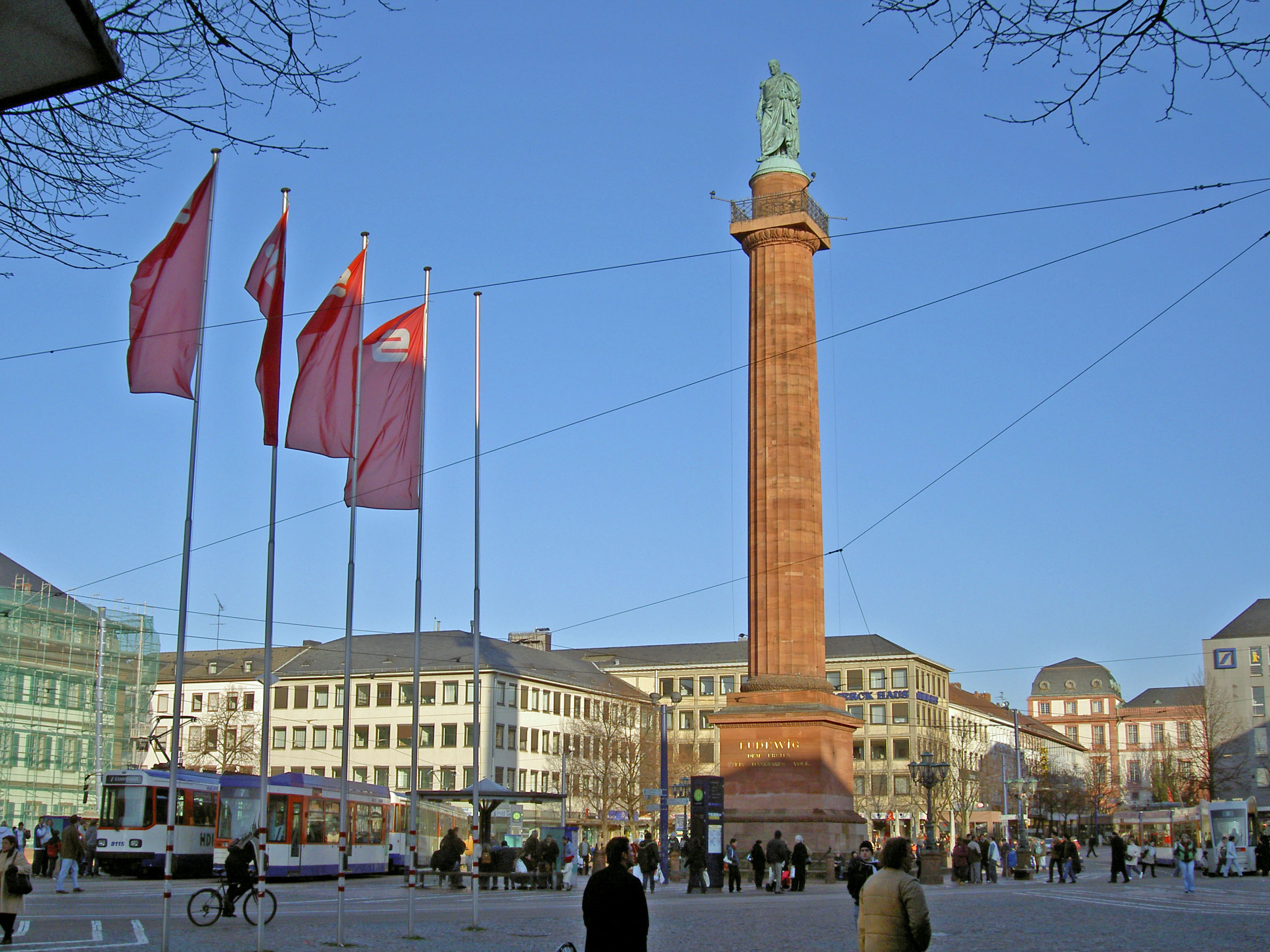
وسط مدينة دارمشتات، يحمل الاسم نفسه دارمشتاتيوم

### اكتشاف
تم إنشاء دارمشتاتيوم لأول مرة في 9 نوفمبر 1994، في معهد أبحاث الأيونات الثقيلة (إختصاراً بالإنجليزية: GSI)،(بالألمانية: Gesellschaft für Schwerionenforschung)، في دارمشتات، ألمانيا، بواسطة بيتر أرمبراستر وجوتفريد مونزينبرج، تحت إشراف سيغورد هوفمان. قصف الفريق هدفًا من الرصاص -208 بنواة متسارعة من النيكل -62 في مسرّع أيون ثقيل واكتشف ذرة واحدة من نظير دارمشتاتيوم -269:
20882Pb + 6228Ni → 269110Ds + 10n
اتبعت ذرتان أخريان في 12 و 17 نوفمبر. (تم الإبلاغ في الأصل عن العثور على آخر في 11 نوفمبر، ولكن اتضح أنه يستند إلى بيانات ملفقة بواسطة فيكتور نينوف، ثم تم التراجع عنه. ) 
في نفس سلسلة التجارب، أجرى الفريق نفسه أيضًا التفاعل باستخدام أيونات أثقل من النيكل 64. خلال جولتين، 9 ذرات من 271Ds بشكل مقنع من خلال الارتباط بخصائص تسوس الابنة المعروفة:
20882Pb + 6428Ni → 271110Ds + 10n
قبل ذلك، كانت هناك محاولات توليف فاشلة في 1986-1987 في المعهد المشترك للأبحاث النووية في دوبنا (ثم في الاتحاد السوفيتي ) وفي عام 1990 في GSI. أسفرت محاولة عام 1995 في مختبر لورانس بيركلي الوطني عن علامات تشير ولكن لا تشير بشكل قاطع إلى اكتشاف نظير جديد 267Ds في قصف 209Bi 209Bi مع 59Co، ومحاولة غير حاسمة بالمثل عام 1994 في JINR أظهرت علامات يتم إنتاج 273Ds 244Pu و 34S . اقترح كل فريق اسمه الخاص للعنصر 110: اقترح الفريق الأمريكي الهاينيوم بعد أوتو هان في محاولة لحل الموقف بشأن العنصر 105 (الذي كانوا يقترحون هذا الاسم له منذ فترة طويلة)، اقترح الفريق الروسي بيكيريليوم بعد هنري بيكريل، و اقترح الفريق الألماني دارمشتاتيوم بعد دارمشتات، موقع معهدهم.  اعترفت فرقة العمل المشتركة من IUPAC / IUPAP (JWP) بفريق جمعية أبحاث الأيونات الثقيلة (GSI) كمكتشفين في تقريرهم لعام 2001، ومنحهم الحق في اقتراح اسم للعنصر.

### تسمية
باستخدام تسمية منديليف للعناصر غير المسماة وغير المكتشفة، يجب أن تُعرف دارمشتاتيوم باسم إيكا- بلاتينيوم . في عام 1979، نشر الاتحاد الدولي للكيمياء البحتة والتطبيقية (IUPAC) التوصيات التي بموجبها يُطلق على العنصر اسم أونيليوم (مع الرمز المقابل لـ Uun )،  وهو اسم عنصر منهجي كعنصر نائب، حتى يتم اكتشاف العنصر (وتأكيد الاكتشاف بعد ذلك) و تم تحديد الاسم الدائم. على الرغم من استخدامها على نطاق واسع في المجتمع الكيميائي على جميع المستويات، من فصول الكيمياء إلى الكتب المدرسية المتقدمة، تم تجاهل التوصيات في الغالب بين العلماء في هذا المجال، الذين أطلقوا عليه «العنصر 110»، برمز E110، (110) أو حتى ببساطة 110 .
في عام 1996، اقترح الفريق الروسي اسم بيكيريليوم على اسم هنري بيكريل . اقترح الفريق الأمريكي في عام 1997 اسم الهانيوم  اسم أوتو هان (تم استخدام هذا الاسم سابقًا للعنصر 105 ).
تم اقتراح اسم دارمشتاتيوم (Ds) من قبل فريق GSI تكريما لمدينة دارمشتات، حيث تم اكتشاف العنصر. نظر فريق GSI في الأصل أيضًا في تسمية العنصر ويكسوسيوم، على اسم ضاحية دارمشتات المعروفة باسم ويكسهاوزن حيث تم اكتشاف العنصر، ولكن في النهاية تم تحديد دارمشتاتيوم . تم اقتراح البوليسيوم أيضًا على سبيل المزاح نظرًا لأن رقم هاتف الطوارئ في ألمانيا كان 1-1-0. أوصت IUPAC بالاسم الجديد دارمشتاتيوم رسميًا في 16 أغسطس 2003.

## النظائر
لا تحتوي دارمشتاتيوم على نظائر مستقرة أو طبيعية. تم تصنيع العديد من النظائر المشعة في المختبر، إما عن طريق دمج ذرتين أو من خلال مراقبة اضمحلال العناصر الثقيلة. تم الإبلاغ عن تسعة نظائر مختلفة للدارمشتات بكتل ذرية 267 و 269-271 و 273 و 277 و 279-281، على الرغم من أن دارمشتاتيوم -267 غير مؤكد. ثلاثة نظائر دارمشتاتيوم، دارمشتاتيوم -270، دارمشتاتيوم -271، دارمشتاتيوم 281، لها حالات مستقرة، على الرغم من أن حالة دارمشتاتيوم 281 غير مؤكدة. يتحلل معظم هذه العناصر في الغالب من خلال تسوس ألفا، لكن بعضها يخضع للانشطار التلقائي.

### الاستقرار ونصف العمر

يتنبأ هذا الرسم البياني لأنماط الانحلال وفقًا لنموذج وكالة الطاقة الذرية اليابانية بالعديد من النويدات الفائقة الثقل داخل جزيرة الاستقرار التي يبلغ إجمالي أعمار نصفها عامًا واحدًا (محاطة بدائرة) وتخضع بشكل أساسي لاضمحلال ألفا، ^{وتبلغ ذروتها عند 294} Ds مع نصف- حياة 300 سنة.

جميع نظائر دارمشتاتيوم غير مستقرة ومشعة للغاية ؛ بشكل عام، تكون النظائر الأثقل أكثر ثباتًا من الأخف. أكثر نظائر دارمشتاتيوم استقرارًا، 281 دي إس، هو أيضًا أثقل نظير دارمشتاتيوم المعروف ؛ يبلغ عمر النصف 12.7 ثواني. يبلغ عمر النصف للنظير 279 Ds 0.18 ثانية، بينما يبلغ نصف عمر 281m Ds غير المؤكدة 0.9 ثواني. والنظائر السبعة المتبقية والحالتان غير المستقرتين لها فترات نصف عمر تتراوح بين 1 ميكروثانية و 70 مللي ثانية. ومع ذلك، قد يكون لبعض نظائر دارمشتاتيوم غير معروفة أنصاف عمر أطول.
يعيد الحساب النظري في نموذج الأنفاق الكمومية إنتاج بيانات نصف العمر التجريبية لاضمحلال ألفا لنظائر دارمشتاتيوم المعروفة. كما تتنبأ بأن النظير غير المكتشف 294 Ds، والذي يحتوي على عدد سحري من النيوترونات (184)، سيكون له عمر نصف لاضمحلال ألفا في حدود 311 سنوات؛ تتنبأ نفس الطريقة بالضبط بنصف عمر ألفا يبلغ 3500 سنة تقريبًا لنظير 293 Ds غير السحري. 

## الخصائص المتوقعة
بخلاف الخصائص النووية، لم يتم قياس خصائص دارمشتاتيوم أو مركباتها ؛ هذا بسبب إنتاجها المحدود والمكلف للغاية وحقيقة أن دارمشتاتيوم (ووالديها) تتحلل بسرعة كبيرة. تظل خصائص معدن دارمشتات غير معروفة ولا تتوفر سوى التنبؤات.

### المواد الكيميائية
دارمشتاتيوم هو العضو الثامن في سلسلة 6d للمعادن الانتقالية، ويجب أن يكون مثل معادن مجموعة البلاتين . تتشابه الحسابات الخاصة بقدرات التأين وأنصاف أقطارها الذرية والأيونية مع تلك الموجودة في البلاتين المتماثل الأخف، مما يعني ضمناً أن الخصائص الأساسية للدارمشتاتيوم سوف تشبه تلك الخاصة بعناصر المجموعة 10 الأخرى، والنيكل والبلاديوم والبلاتين.
لم يحظ التنبؤ بالخصائص الكيميائية المحتملة للدارمشتاتيوم باهتمام كبير مؤخرًا. يجب أن يكون دارمشتاتيوم معدنًا نبيلًا جدًا. احتمال التخفيض القياسي المتوقع للزوجين Ds 2+ / Ds هو 1.7 V. بناءً على حالات الأكسدة الأكثر ثباتًا لمجموعة 10 عناصر أخف، من المتوقع أن تكون حالات الأكسدة الأكثر ثباتًا في دارمشتاتيوم +6 و +4 و +2 ؛ ومع ذلك، من المتوقع أن تكون الحالة المحايدة هي الأكثر استقرارًا في المحاليل المائية . بالمقارنة، من المعروف أن البلاديوم والبلاتين فقط يظهران أقصى حالة أكسدة في المجموعة، +6، في حين أن أكثر الحالات استقرارًا هي +4 و +2 لكل من النيكل والبلاديوم. ومن المتوقع أيضًا أن تكون حالات الأكسدة القصوى للعناصر من البوهريوم (العنصر 107) إلى دارمشتاتيوم (العنصر 110) مستقرة في الطور الغازي ولكن ليس في محلول مائي. من المتوقع أن يمتلك دارمشتاتيوم سداسي فلوريد (DsF 6 ) خصائص مشابهة جدًا لخصائصه السداسي فلوريد البلاتينيوم الأخف وزناً (PtF 6 )، وله هياكل إلكترونية وإمكانيات تأين متشابهة جدًا. ومن المتوقع أيضًا أن يكون له نفس الهندسة الجزيئية ثماني السطوح مثل PtF 6 . مركبات دارمشتاتيوم الأخرى المتوقعة هي كربيد دارمشتاتيوم (DsC) ورابع كلوريد دارمشتاتيوم (DsCl 4 )، وكلاهما من المتوقع أن يتصرف مثل متماثلاتهم الأخف وزناً. على عكس البلاتين، الذي يشكل بشكل تفضيلي مركب السيانيد في حالة الأكسدة +2، Pt (CN) 2، من المتوقع أن يظل دارمشتاتيوم في حالته المحايدة ويشكل Ds(CN)22- بدلاً من ذلك، تشكيل رابطة Ds-C قوية مع بعض سمات الرابطة المتعددة.

### المادية والذرية
من المتوقع أن تكون دارمشتاتيوم صلبة في ظل الظروف العادية وأن تتبلور في الهيكل المكعب المتمركز حول الجسم، على عكس متجانساتها الأخف التي تتبلور في الهيكل المكعب المتمركز على الوجه، لأنه من المتوقع أن يكون لها كثافة إلكترون مختلفة عنها. يجب أن يكون معدنًا ثقيلًا جدًا بكثافة حوالي 26-27 ز / سم 3 . وبالمقارنة، فإن العنصر الأكثر كثافة الذي تم قياس كثافته، وهو الأوزميوم، له كثافة تبلغ 22.61 فقط. ز / سم 3 .  
يُحسب التكوين الإلكتروني الخارجي للدارمشتاتيوم ليكون 6d 8 7s 2، التي تخضع لمبدأ أوفباو ولا تتبع تكوين الإلكترون الخارجي البلاتيني 5d 9 6 s 1 . ويرجع ذلك إلى الاستقرار النسبي لزوج الإلكترون 7s 2 على مدار الفترة السابعة بأكملها، بحيث لا يُتوقع أن يكون لأي من العناصر من 104 إلى 112 تكوينات إلكترونية تنتهك مبدأ أوفباو. من المتوقع أن يكون نصف القطر الذري لدارمشتاتيوم حوالي 132 مساء.

## الكيمياء التجريبية
لم يتم تحديد التحديد الواضح للخصائص الكيميائية للدارمشتاتيوم  بسبب قصر عمر نظائر دارمشتاتيوم وعدد محدود من المركبات المتطايرة المحتملة التي يمكن دراستها على نطاق صغير جدًا. أحد مركبات دارمشتاتيوم القليلة التي يحتمل أن تكون متطايرة بدرجة كافية هو سداسي فلوريد (DsF6)، مثل سداسي فلوريد البلاتين الأخف وزنا (PtF6) متقلب فوق 60 درجة مئوية وبالتالي قد يكون مركب دارمشتاتيوم المماثل متقلبًا بدرجة كافية ؛  ثماني فلوريد متطاير (DsF8) قد يكون ممكنًا أيضًا. لإجراء الدراسات الكيميائية على المعاملات، يجب إنتاج أربع ذرات على الأقل، ويجب ألا يقل عمر النصف للنظير المستخدم عن 1 ثانياً: يجب أن يكون معدل الإنتاج على الأقل ذرة واحدة في الأسبوع. على الرغم من أن نصف عمر 281 Ds، وهو أكثر نظائر دارمشتاتيوم المؤكدة استقرارًا، هو 12.7 ثانية، وهي طويلة بما يكفي لإجراء دراسات كيميائية، هناك عقبة أخرى تتمثل في الحاجة إلى زيادة معدل إنتاج نظائر دارمشتاتيوم والسماح بإجراء التجارب لأسابيع أو شهور حتى يمكن الحصول على نتائج ذات دلالة إحصائية. يجب إجراء الفصل والكشف بشكل مستمر لفصل نظائر دارمشتاتيوم ولديها تجربة أنظمة مؤتمتة على المرحلة الغازية وكيمياء المحلول في دارمشتاتيوم، حيث من المتوقع أن تكون عوائد العناصر الثقيلة أقل من تلك الخاصة بالعناصر الأخف ؛ يمكن إعادة استخدام بعض تقنيات الفصل المستخدمة في البوهريوم والهاسيوم. ومع ذلك، لم تتلق الكيمياء التجريبي للدارمشتاتيوم بنفس القدر من الاهتمام كما ان من العناصر الأثقل من كوبرنيسيوم إلى ليفرموريوم .
المزيد من النيوترونات الغنية النظائر دارمشتاتيوم هي الأكثر استقرارا ، وبالتالي فهي أكثر واعدة للدراسات الكيميائية. ومع ذلك، لا يمكن إنتاجها إلا بشكل غير مباشر من تحلل ألفا للعناصر الثقيلة،  وطرق التخليق غير المباشرة ليست مواتية للدراسات الكيميائية مثل طرق التخليق المباشر. يمكن إنتاج النظائر الأكثر ثراءً بالنيوترونات 276 Ds و 277 Ds مباشرةً في التفاعل بين الثوريوم -232 والكالسيوم -48، ولكن من المتوقع أن يكون الناتج منخفضًا. علاوة على ذلك، تم بالفعل اختبار رد الفعل هذا دون نجاح،  وأظهرت التجارب الحديثة التي نجحت في تصنيع 277 Ds باستخدام طرق غير مباشرة أن نصف عمر قصير يبلغ 3.5. مللي ثانية، ليست طويلة بما يكفي لإجراء الدراسات الكيميائية. النظير الوحيد المعروف لنظير دارمشتاتيوم ذو عمر نصف طويل بما يكفي للبحث الكيميائي هو 281 دي إس، والذي يجب إنتاجه باعتباره حفيدة 289 فلو.

## فهرس
- Audi، G.؛ Kondev، F. G.؛ Wang، M.؛ وآخرون (2017). "The NUBASE2016 evaluation of nuclear properties". Chinese Physics C. ج. 41 ع. 3: 030001. Bibcode:2017ChPhC..41c0001A. DOI:10.1088/1674-1137/41/3/030001.
- Beiser، A. (2003). Concepts of modern physics (ط. 6th). McGraw-Hill. ISBN:978-0-07-244848-1. OCLC:48965418.
- Hoffman، D. C.؛ Ghiorso، A.؛ Seaborg، G. T. (2000). The Transuranium People: The Inside Story. World Scientific. ISBN:978-1-78-326244-1.
- Kragh، H. (2018). From Transuranic to Superheavy Elements: A Story of Dispute and Creation. شبغنكا. ISBN:978-3-319-75813-8.
- Zagrebaev، V.؛ Karpov، A.؛ Greiner، W. (2013). "Future of superheavy element research: Which nuclei could be synthesized within the next few years?". Journal of Physics: Conference Series. ج. 420 ع. 1: 012001. arXiv:1207.5700. Bibcode:2013JPhCS.420a2001Z. DOI:10.1088/1742-6596/420/1/012001. ISSN:1742-6588.

## وصلات خارجية
- العناصر على شبكة المعلومات - دارمشتاتيوم
- IUPAC: العنصر 110 اسمه دارمشتاتيوم
- موقع- Apsidium -دارمشتاتيوم نسخة محفوظة 4 ديسمبر 2004 على موقع واي باك مشين.
- دارمشتاتيوم في الجدول الدوري لمقاطع الفيديو (جامعة نوتنجهام).